# ウェスト・ダンバートンシャー

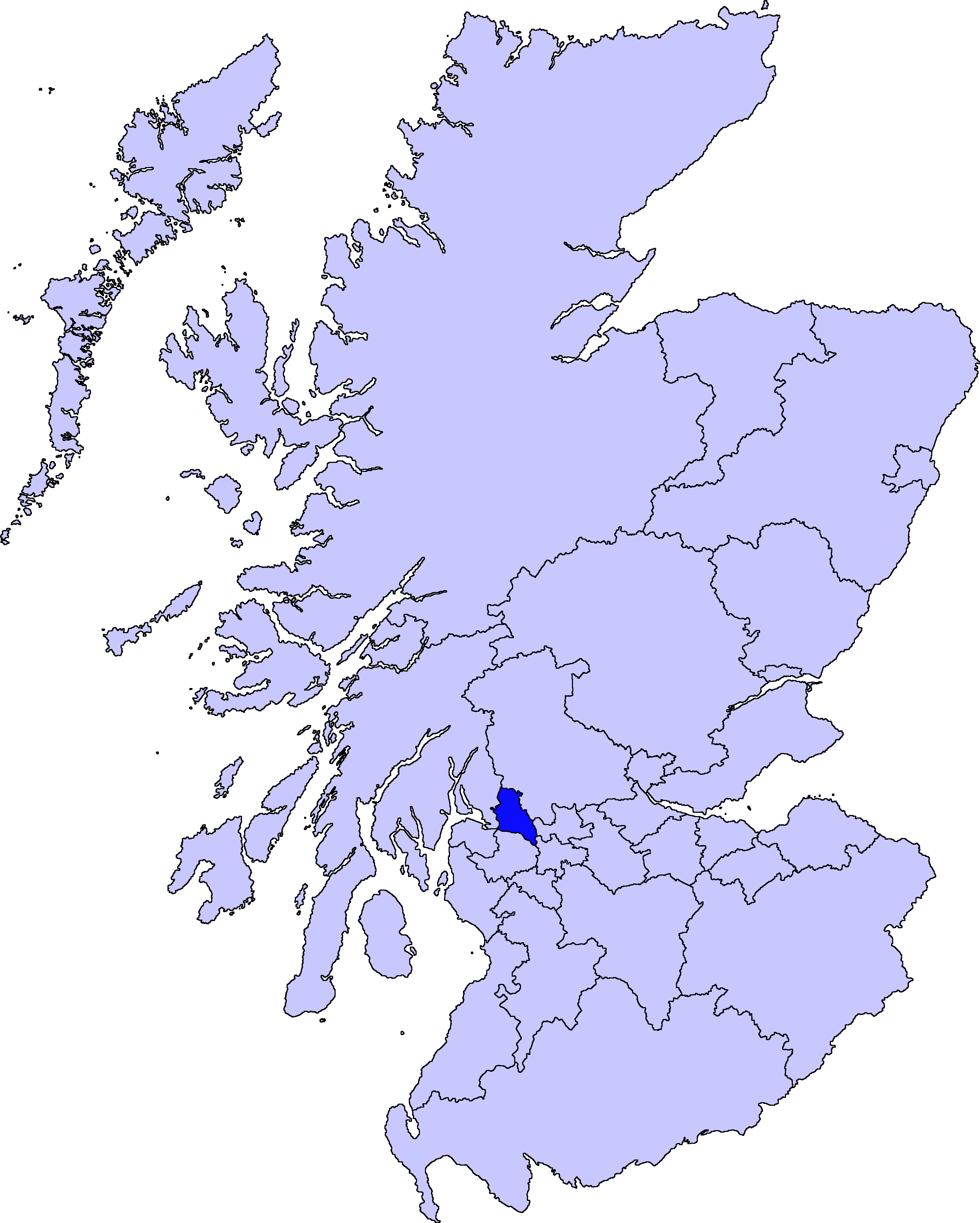
ウェスト・ダンバートンシャー

ウェスト・ダンバートンシャー（英語: West Dunbartonshire、スコットランド・ゲール語: Siorrachd Dhùn Breatainn an Iar）は、スコットランドの行政区画。
グラスゴーの西に位置する。総面積は159平方キロメートル。人口8万8270人（2022年推計）。最大都市はクライドバンク、行政上の中心地はダンバートンである。
アーガイル・アンド・ビュート、スターリング、イースト・ダンバートンシャー、レンフルーシャーと隣接する。